# Schwanengesang
Lo Schwanengesang (in italiano Il canto del cigno) D 957 è un ciclo di quattordici lieder composti da Franz Schubert nel 1828, anno della sua morte.
Non ci troviamo di fronte a un ciclo in senso stretto, come nel caso delle raccolte Die schöne Müllerin e Winterreise (ambedue su testi di Wilhelm Müller) ed infatti ben tre autori concorrono alla stesura dei lieder.
I primi sette lieder sono su testi di H. Ludwig Rellstab ed in essi prevale il tema della nostalgia e i richiami alla natura. Nostalgia della primavera, dell'amata lontana, degli amici e degli affetti perduti.  
I successivi sei sono su testi di Heinrich Heine ed in essi prevale il tono drammatico dovuto alla definitiva perdita dell'amore a rappresentare in senso lato le sofferenze umane.
Conclude la raccolta l'ultimo lied su testo di Johann Gabriel Seidl di carattere vivace.
L'opera venne pubblicata postuma. Si pensa che il quattordicesimo lied sia stato arbitrariamente aggiunto dall'editore, ma che ciò non fosse nelle intenzioni del compositore. Il lied Die Taubenpost è considerato l'ultimo lied composto da Schubert.

## Struttura
1. Messaggio d'amore (Liebesbotschaft)
Il poeta si rivolge al ruscello affinché la sua corrente porti un messaggio all'amata lontana.
2. Il presagio del guerriero (Kriegers Ahnung)
Il testo prende in esame il vagare dei pensieri di un guerriero angosciato dalla battaglia imminente e dal ricordo dell'amata. La parte conclusiva si richiama invece al riposo notturno.
3. Nostalgia di primavera (Frühlingssehnsucht)
Il canto si rivolge alla primavera e alla sua suggestiva bellezza. Si tratta di quattro strofe che la musica percorre con caratteristiche immutate.
4. Serenata (Ständchen)
Il canto è una serenata notturna ambientata in un bosco: momenti di inquietudine e un finale discontinuo sono le caratteristiche di questo lied.
5. Sosta (Aufenthalt)
È il più sconsolato dei lied di Rellstab. Il canto rappresenta la forza degli elementi naturali che a poco a poco ma tristemente si placano.
6. In lontananza (In der Ferne)
La poesia rappresenta la tristezza e la nostalgia che colpiscono chi abbandona la propria terra, i propri affetti e gli amici. Il pensiero dell'amata e la richiesta al canto di portarle un saluto rasserenano in chiusura del lied il poeta.
7. Commiato (Abschied)
Il poeta deve allontanarsi dalla propria terra e lo farà senza lamentarsi. Ad accompagnarlo ci saranno i ricordi e le stelle immutevoli.
8. Atlante (Der Atlas)
Questo lied è il primo della serie dovuta a Heine. Il canto parla di Atlante, e del suo dramma di doversi far carico di tutte le pene del mondo.
9. La sua immagine (Ihr Bild)
Un'atmosfera di sogno percorre questa poesia che evoca il volto dell'amata ormai perduta.
10. La fanciulla pescatrice (Das Fischermädchen)
Questo lied rappresenta l'unico momento di serenità, colto dal poeta nel cantare il suo amore ad una giovane pescatrice.
11. La città (Die Stadt)
Torna il tema dell'amata perduta. Il poeta si trova su una barca in mare e intravede nella luce crepuscolare le torri della sua città nella quale non ha trovato corrisposto il suo amore.
12. Al mare (Am Meer)
Il canto parla di due innamorati seduti presso la capanna di un pescatore. Il sole al tramonto fa scintillare sull'acqua i suoi raggi. Scende la nebbia, e il mare si increspa e il canto diventa drammatico. Il pezzo si chiude con il pianto sommesso dell'amata.
13. Il sosia (Der Doppelgänger)
È uno dei lied più famosi di Schubert. In una notte tranquilla il poeta immagina di spiare la casa che in un tempo ormai lontano fu dell'amata. Ma quale orrore quando il poeta vi scorge un uomo dalle sembianze uguali alle sue che gli ricorda il dramma da lui vissuto in quella casa.
14. La posta del piccione viaggiatore (Die Taubenpost)
È l'ultimo lied scritto da Schubert. Il testo parla di un piccione viaggiatore con cui invia messaggi alla propria amata.